# Tullamore Dew
Tullamore Dew er et mærke af blended irsk whiskey produceret af William Grant & Sons. Den blev først destilleret i byen Tullamore i County Offaly i 1829. Det meste kommer fra New Midleton Distillery i County Cork (ejet af Pernod Ricard) og whiskey fra Jameson, Powers, Paddy og andre produkter fra Irish Distillers. (DEW er direktøren Daniel E. Williams' initialer). Den irske C&C Group solgte i 2010 mærket til William Grant & Sons.
53°15′N 7°30′V / 53.25°N 7.5°V